# Callitomis dohertyi
Callitomis dohertyi är en fjärilsart som beskrevs av George Francis Hampson 1890. Callitomis dohertyi ingår i släktet Callitomis och familjen björnspinnare. Inga underarter finns listade i Catalogue of Life.